# Dymasius subvestitus
Dymasius subvestitus es una especie de escarabajo del género Dymasius, familia Cerambycidae. Fue descrita científicamente por Holzschuh en 1984.
Habita en India y Nepal. Los machos y las hembras miden aproximadamente 12-13,6 mm. El período de vuelo de esta especie ocurre en los meses de mayo y junio.